# Fasciculus vesanus
Fasciculus vesanus ist eine ausgestorbene Art der Rippenquallen (Ctenophora), die aus dem kanadischen Burgess-Schiefer bekannt ist und in die erdgeschichtliche Periode des mittleren Kambrium eingeordnet werden kann. Sie wurde 1978 durch die Paläontologinnen Antonia M.  Simonetta und Laura Delle Cave wissenschaftlich beschrieben und ist in ihrer Kombination zweier Sätze von langen und kurzen Kammrippen ohne Entsprechung bei den modernen Rippenquallen. Formell wird die Art einer Familie Fasciculidae zugeordnet.

## Merkmale
Fasciculus vesanus hat einen Durchmesser von 10,3 Zentimetern und annähernd die Form einer Kugel; die Körpersymmetrie könnte sowohl bilateral (zweiseitig symmetrisch) als auch biradial (mit zwei senkrecht aufeinander stehenden Symmetrieebenen) gewesen sein.
Die auffälligsten Merkmale der Art sind zwei verschiedene Sätze von Kammrippen, den Fortbewegungsorganen der Rippenquallen. Die erhaltenen Spuren sind Bänder querverlaufender (transversaler) Balken, die vermutlich nicht den Kammplättchen selber entsprechen, die wohl bei der Fossilisierung verloren gegangen sind, sondern den darunter gelegenen „Polsterzellen“, in denen die Kammplättchen  verankert waren.
Die Kammrippen treten in sechs verschiedenen Zonen auf, die sich in  zwei zentrale und vier marginale Zonen einteilen lassen.
- In den beiden zentralen Zonen, die einander gegenüberliegen, sind jeweils acht lange Kammrippen erkennbar, die vom mundabgewandten Ende ausgehen und parallel zueinander zum Mundende hin laufen. Sie haben alle ungefähr dieselbe Länge und laufen schließlich spitz zu.
- In den vier marginalen Zonen, die links und rechts der zentralen Zonen liegen, wenn die Mundseite nach oben orientiert ist, befinden sich jeweils sechzehn kurze Kammrippen, die desto länger sind, je größer ihre Entfernung von der Mittellinie der zentralen Zone ist. Auch die kurzen Kammrippen laufen am Ende spitz zu. Eine fadenförmige Struktur, die anscheinend mittig unterhalb der Kammrippen verlief, lässt sich möglicherweise als Nervenstrang (Axon) deuten.

Insgesamt ergeben sich somit 16 lange und 64 kurze Kammrippen; ihre Gesamtzahl lag also bei 80, zehnmal so viel wie bei allen modernen Rippenquallen, die lediglich 8 Kammrippen besitzen.
Zwischen der zentralen und den angrenzenden marginalen Zonen liegen charakteristische lappenförmige „Objekte“, die ein segmentiertes, schuppiges Aussehen besitzen und an Breite zur Mundseite hin zunehmen. Möglicherweise existierten diese mutmaßlichen Organe auch innerhalb der zentralen Zone; dort sind sie jedoch wegen der im Vordergrund befindlichen langen Kammrippen nur schwierig zu erkennen. Sie sind zudem wesentlich schmaler als die weiter außen gelegenen Strukturen, vielleicht weil sie im erhaltenen Fossil von der Seite gesehen sind. Je nachdem, ob es sich jeweils um dieselben Objekte handelt oder nicht, kommt man damit auf zwei bis vier „Organe“, deren Funktion jedoch vollkommen im Dunklen liegt. Die Paläontologen Simon Conway Morris und Desmond H. Collis spekulieren, dass es sich um Tentakel oder deren Ansätze gehandelt haben könnte; eine solche Identifikation ist jedoch nicht gesichert. Auch weitere Hinweise auf die etwaige Existenz von Tentakeln gibt es nicht.

## Lebensweise
Da nur ein einziges Exemplar erhalten ist, lassen sich nur wenige Rückschlüsse auf die Lebensweise der Tiere ziehen. Als wahrscheinlich gilt aber, dass die Art ein aktiver Schwimmer war. Es würde zum Bild einer ihre Beute aktiv verfolgenden Art passen, falls Fasciculus vesanus wie die anderen bisher bekannten kambrischen Rippenquallenarten noch keine passiven Fangeinrichtungen wie Tentakel besaß. Dies kann jedoch erst mit Wahrscheinlichkeit behauptet werden, wenn die Identität und Funktion der Lappenorgane im Inneren aufgeklärt ist.

## Fundort und -alter
Das bisher einzige bekannte Exemplar der Art wurde am 19. August 1917 durch den amerikanischen Paläontologen Charles Walcott im Burgess-Schiefer entdeckt und befindet sich heute als Holotyp im National Museum of Natural History der Smithsonian Institution im US-amerikanischen Washington, D.C. Es hat ein ungefähres Alter von 510 bis 515 Millionen Jahren und fällt damit in die Zeit des mittleren Kambrium.

## Systematische Einordnung
Die Zugehörigkeit von Fasciculus vesanus zu den Rippenquallen ist nicht ganz unumstritten. Manche Forscher haben die Ansicht geäußert, dass es sich stattdessen um eine Art der Nesseltiere gehandelt haben könnte. Die Paläontologen Simon Conway Morris und Desmond H. Collins haben diese Interpretation allerdings entschieden verworfen.
Dennoch kann nicht geleugnet werden, dass Fasciculus vesanus in mehrfacher Hinsicht atypisch ist, wenn man die Art mit modernen Formen vergleicht. Neben den lappigen Organen, die bei modernen Rippenquallen keine offensichtliche Entsprechung besitzen, fällt die große Zahl von insgesamt 80 Kammrippen, dem Zehnfachen des modernen Werts, auf. Hinzu kommt die kuriose Aufteilung des Rippenquallenkörpers in zentrale und marginale Zonen, deren zugehörige Kammrippen deutlich voneinander unterschieden sind.
Ob es sich bei Fasciculus vesanus daher um einen frühen Seitenzweig der Rippenquallen gehandelt hat oder ob eine ähnliche Form die Stammart späterer Rippenquallen gewesen sein könnte, ist daher unklar. Auch aus anderen Tiergruppen sind jedoch Beispiele dafür bekannt, dass bestimmte anatomische Merkmale erst nach einer längeren „Experimentierphase“ evolutionsgeschichtlich stabilisiert wurden, etwa die Zahl der Finger bei den Landwirbeltieren (Tetrapoda).
Ein hypothetisches Szenario leitet die Rippenquallen von einem Vorfahren mit sackartiger Körperform ab, dessen Oberfläche noch gleichmäßig begeißelt war. Spezialisierung zwecks besserer Koordination der Fortbewegung führte demnach zu einer Verdichtung der Begeißelung an manchen Stellen und einer Verdünnung an anderen, so dass sich mit der Zeit zahlreiche Bänder aus Geißeln ergaben, die schließlich zu Kammrippen verschmolzen. Fasciculus vesanus könnte demnach ein Vertreter dieses frühen Stadiums gewesen sein. Später wurde dann die Zahl der Kammreihen weiter reduziert, bis sich Formen wie Xanioascus canadensis ergaben, die über 24 gleichmäßig aufgebaute Kammrippen verfügen. Allerdings ist eine konkrete Ableitung dieser Art aus Fasciculus vesanus nicht ohne Probleme; insbesondere ist unklar, ob die Kammrippen der zentralen oder der marginalen Zone verschwanden oder miteinander verschmolzen und wenn ja, auf welche Weise oder in welcher Reihenfolge dies genau geschah.
Eine weitere Auffälligkeit von Fasciculus vesanus, die allerdings von den anderen kambrischen Arten geteilt wird, ist das Fehlen jedweder Tentakel. Zwar sieht die klassische Einteilung der Rippenquallen eine fundamentale Teilung in tentakelbewehrte (Tentaculata) und tentakellose Formen (Nuda) vor, doch haben morphologische, embryologische und molekulargenetische Untersuchungen diese Einteilung zunehmend in Frage gestellt und gehen stattdessen davon aus, dass sich die modernen tentakellosen Formen von Tentaculata-Rippenquallen ableiten. Die Erkenntnisse, die sich aus dem Aufbau von Fasciculus vesanus gewinnen lassen, legen im Gegensatz dazu nahe, dass die frühesten Rippenquallen noch nicht über Tentakel verfügten. Dieser scheinbare Konflikt lässt sich allerdings dadurch auflösen, dass man annimmt, die Tentakel seien bei den modernen Nuda-Formen sekundär verloren gegangen, so dass diese keine direkten Nachfahren der tentakellosen kambrischen Arten wie Fasciculus vesanus darstellten.